# Славко Ментус
Славко Ментус (Сарајево, 28. јул 1946) српски је физико-хемичар, редовни професор у пензији и бивши декан Факултета за физичку хемију Универзитета у Београду и редовни члан САНУ.

## Биографија
Рођен је 28. јула 1946. у Сарајеву, у чиновничкој породици. Основну школу и гимназију је завршио у Приједору. Као ученик приједорске гимназије освојио је прво место из хемије на првенству СФРЈ одржаном у Загребу 1965. године.
Дипломирао је на Природно-математичком факултету Универзитета у Београду, студијска група физичка хемија, 1969. године као студент генерације. Магистрирао је 1971, а докторирао 1975. године на истом факултету. Ментор му је био Миленко Шушић.
Изабран је 1971. за асистента, 1982. за доцента и 1989. за ванредног професора у Институту за физичку хемију, Одсека за хемијске
и физичко-хемијске науке ПМФ, у периоду 1985-1987 био је управник тог института. За редовног професора Факултета за физичку хемију изабран је 1995. године.
Предавао је на основним студијама предмете Одабране методе физичкохемијске анализе, Електрохемија, Физичка хемија чврстих електролита, 
као и предмете на постдипломским студијама. Написао је два универзитетска и седам средњошколских уџбеника.
Био је 2001-2004 шеф Катедре за електрохемију и хемијску кинетику Факултета за физичку хемију, а затим у два мандата (2004-2006, 2006-2009) декан тог факултета.
Усавршавао се у Институту за физичку хемију и електрохемију Универзитета Карлсруе, Немачка, у Институту за испитивање материјала Украјинске академије наука, Кијев, Украјина, и у Лабораторији за чврсте јонске проводнике Универзитета у Греноблу, Француска.
Области његовог научног рада у периоду 1971-1990 су биле пренос јона у апротичним и гел-полимерним електролитима, растопима соли и чврстим електролитима, као и утицај на временске услове хемијским реагенсима. Касније се бавио електродном кинетиком у неводеним и воденим
електролитичким срединама и развојем нових електродних материјала за конверзију енергије. До 2009. објавио је 170 научних радова,
од којих 110 у публикацијама међународног ранга, 170 публикованих саопштења са научних скупова. Његов патент П-1034/91 о вештачком изазивању
кристализације атмосферске воде се примењује за заштиту од града у Србији.
Руководио је израдом 80 дипломских, 27 магистарских и 15 докторских теза (подаци су са краја 2009. године). Члан је Српског хемијског друштва, Друштва физикохемичара Србије и Југословенског друштва за испитивање материјала. Изабран је 5. новембра 2009. за дописног члана Српске академије наука и уметности. За редовног члана Српске академије наука и уметности изабран је 5. новембра 2015. године.